# 乙女的恋革命★ラブレボ!!
『乙女的恋革命★ラブレボ!!』（おとめてきこいかくめいラブレボ）は、2006年1月26日にインターチャネルから発売されたPS2用恋愛シミュレーションゲーム。2008年2月14日にDS版が、2008年3月28日にWindows版が、2010年5月20日にオトメイトよりPSP版『乙女的恋革命★ラブレボ!! Portable』が発売された。2010年11月18日にガンホー・ワークスよりPS2版のベスト版が発売。2013年1月17日にはPSPで『～Portable』にシナリオ追加とダイエットパートのシミュレーション要素を排して難易度調整したリメイク版『乙女的恋革命★ラブレボ!! 100kgからはじまる→恋物語』が発売されている。

## ストーリー
主人公は、美少女だった昔の面影がないほど肥満体に育った高校2年生。ある日、父親が建てた新築マンションに同じ高校の生徒や教師が引っ越して来ることになった。彼らと仲良くなろうと接近を図る主人公だが、タイプではないと一蹴され、相手にもされずに終わる。ショックを受けた主人公は、100kgの巨体から以前のような美少女に戻る決意を固め、兄の励ましを受けてダイエットを開始した。

## 登場人物
併記された声優名はPS2版・PSP版およびWindows版のキャスティングであり、DS版では音声が存在しない。
身長は、PSP版公式サイトにて掲載されているものを抜粋。

### メインキャラクター
桜川ヒトミ（さくらがわ ひとみ）
声：無し
主人公（名前はデフォルト設定。公式サイトでの名称は「ヒロイン」）。高校2年生。部屋は兄鷹士と同じ501号室。演劇部所属。
幼少期は出場した美少女コンテストで軒並み優勝するほどの容姿だったものの、大好きなお菓子を食べ続けていたため肥満化し、現在では体重が100kgにもなっている。
性格は明るく前向きであり優しく思いやりがある。料理上手。
一ノ瀬 蓮（いちのせ れん）
声：櫻井孝宏
高校3年生。2月4日生まれ。A型。身長184cm。部屋402号室。学園で人気を誇る美形5人のNo.1。
冷やかな性格で、言動に容赦がない。全てにおいてパーフェクトだが、にこやかに微笑みながらも厳しい事をさらりと言う。自分にも他人にも厳しく、そのため当初は努力を怠って現在の体型になった主人公を嫌っていた。主人公がダイエットを始めた事で徐々に見直していく。
一人称：俺、二人称：お前、桜川
華原 雅紀（かはら まさき）
声：三宅淳一
高校2年生。1月17日生まれ。O型。身長181cm。部屋302号室。学園No.2。サッカー部所属。
さっぱりとした明るい性格でクラスでも人気者。何でも卒なくこなし、クラスでは中心的存在でもある。シュタインという名前の犬を飼っている。妹がいる。
一人称：オレ、二人称：君、桜川
深水 颯大（ふかみ そうた）
声：菅沼久義
高校1年生。4月17日生まれ。A型。身長163cm。部屋304号室。学園No.3。
5人の中で唯一主人公に初対面時から懐いている。スポーツ万能で運動部の勧誘も多く受けているが、主人公と同じ演劇部に入部する。ファンクラブの行動にはうんざりしており、態度は冷たい。
一人称：ボク、二人称：ヒトミ先輩
橘 剣之助（たちばな けんのすけ）
声：檜山修之
高校1年生。6月30日生まれ。B型。身長179cm。部屋103号室。学園No.4。
硬派でクール、恋愛に興味が無い。姉3人に振り回されているため、年上の女性に苦手意識があるが、主人公は「年上に見えない」らしく平気。
極道の家系を実家に持ち、家の者からは『若』と呼ばれているが、本人は将来パティシエになりたいと思っている。
一人称：俺、二人称：先輩
神城 綾人（かみしろ あやと）
声：浪川大輔
高校3年生。2月24日生まれ。A型。身長178cm。部屋404号室。学園No.5。
穏やかで優しい性格で、颯大とは違いファンクラブにも寛大。病弱な体質で、体育などには出られない。
一人称：僕、二人称：ヒトミちゃん
木野村 透（きのむら とおる）
声：野島健児
高校2年生。5月10日生まれ。A型。身長169cm。部屋203号室。
主人公の幼馴染。太ったさえない外見だったが、主人公の努力に釣られてダイエットを試みる。
父が漫画家、母がコスプレイヤーという家庭環境で育ち、本人も将来はアニメ映画の監督になるのが夢。
一人称：僕（ボク）、二人称：ヒトミちゃん
時田 楓（ときた かえで）
声：石田彰
高校2年生。6月13日生まれ。AB型。身長177cm。部屋202号室。転校生。
普段は天然だが、時折冷徹な面を見せることもある。人と話すより一人で本を読んでいることが多い何故か百合香と行動を共にする事が多い。
一人称：私（わたし）、二人称：あなた
若月 龍太郎（わかつき りゅうたろう）
声：杉田智和
保健医兼料理部顧問。11月22日生まれ。B型。身長186cm。部屋101号室。
保健室での喫煙を他の教師から注意されている。やや俺様な性格だが面倒見が良く料理上手。
一人称：オレ様、二人称：お前、桜川
桜川鷹士（さくらがわ たかし）
声：平川大輔
主人公の兄で、マンションの管理人。公式サイトでの名称は「お兄ちゃん」。8月9日生まれ。O型。身長187cm。部屋501号室。
妹を溺愛しており、太っていても痩せていても手放しで可愛がっている。
彼女がダイエットを始めた際は、彼女を応援し協力する。
一人称：俺、お兄ちゃん、二人称：お前、ヒトミ

### サブキャラクター
東条 百合香（とうじょう ゆりか）
声：金月真美 、一色まゆ（100kg（ココ）からはじまる→恋物語）
高校2年生。10月20生まれ。B型。
お嬢様。主人公をライバル視し、頻繁に嫌味を口にする。異性には淑やかに振る舞い、同性にはきつく当たるという同性から嫌われるタイプ。
柴崎 優（しばさき ゆう）
声：村田あゆみ
高校2年生。主人公の同級生。
のんびり屋で、おっとりしている。趣味はショッピング。
荻野 理恵（おぎの りえ）
声：前田愛
高校2年生。主人公の同級生。
さっぱりした性格。みんなを引っ張るタイプで、仲良し3人組のリーダー的存在。
村田 唯（むらた ゆい）
声：佐藤朱
蓮の弟・麟の彼女。麟の死は蓮の責任だと思っており、蓮を恨む。
ユウキ
声：松本考平
雅紀がアメリカにいた時の友達。自分の命を救うため、雅紀を裏切った。
ヨシヒサ
声：根本幸多
綾人と同じ病を患う人。性格は明るく前向き。いつか自分の病気は治せると信じる。
夏海（なつみ）
声：國府田マリ子
綾人の知り合い。ヨシヒサとは恋人同士。
ローラン・ルナ・トキタ
声：田中秀幸
占い師。楓の世話をする。
美貴（みき）
声：水城レナ
若月先生の元彼女。
シノブ
声：緑川光
鷹士の大学時代の友人。
サトシ
声：松田悟志
学園の卒業生。偶然に主人公と出会う。

## 主題歌

### PlayStation 2版
オープニングテーマ「Higher & higher」
作詞：Ryo・田口俊、作曲：Ryo、編曲：AciD FLavoR、歌：AciD FLavoR
エンディングテーマ「Destiny」
作詞・作曲・編曲：崎谷健次郎、歌：松田悟志
挿入歌「SAKURA」
作詞：Ryo・田口俊、作曲：Ryo、編曲：AciD FLavoR、歌：AciD FLavoR

### PlayStation Portable版
オープニングテーマ「Secret Garden」
作詞・作曲：喜多修平、編曲：河合英嗣、歌：喜多修平
エンディングテーマ「君の手 僕の手」
作詞・作曲・編曲：渡辺拓也、歌：喜多修平

### 100kgからはじまる→恋物語
オープニングテーマ「Shining Days 〜僕らの恋模様〜」
作詞：佐藤舞花 / 作曲：森慎太郎 / 編曲：Meis Clauson、歌：喜多修平
エンディングテーマ「Special」
作詞：仲村達史 / 作曲：森慎太郎 / 編曲：Meis Clauson、歌：喜多修平
グランドエンディングテーマ「終わらない二人の物語」
作詞：中村彼方 / 作曲：中谷あつこ / 編曲：山田高弘、歌：喜多修平

## 関連商品

### 音楽CD
- 乙女的恋革命★ラブレボ!! オリジナルサウンドトラック

### ドラマCD
- 乙女的恋革命★ラブレボ!! GO!GO!お見舞い大作戦
- 乙女的恋革命★ラブレボ!!〜First Stage〜
- 乙女的恋革命★ラブレボ!!〜Second Stage〜
- ラブレボ!! 乙女的恋革命★ラジオCD 1 - 6
- ラブレボ!! レボリューション!!!★ラジオCD 1 - 6

### キャラクターCD
- STAY IN MY HEART
- Brand new you
- Strawberry
- はじまりの空

### 小説
- 乙女的恋革命★ラブレボ!! SCHOOL DIARY★（SHINOVU★/著、電撃文庫・メディアワークス発行） ISBN 978-4840233415

### 漫画
- 乙女的恋革命★ラブレボ!! アンソロジーコミック（エンターブレイン発行）

1. ISBN 978-4757726802
2. ISBN 978-4757727908
3. ISBN 978-4757727960
4. 恋の嵐編 ISBN 978-4757729438
5. 炎のダイエット編 ISBN 978-4757731011

- 乙女的恋革命★ラブレボ!! コミックセレクション（太田出版発行） ISBN 978-4778320133
- 乙女的恋革命★ラブレボ!! アンソロジー（一迅社発行） ISBN 978-4758003261
- 乙女的恋革命★ラブレボ!!（藤成ゆうき/著、インターチャネル/原作、エンターブレイン発行）

1. ISBN 978-4757729551
2. ISBN 978-4757735538
3. ISBN 978-4757738980
4. ISBN 978-4757742833

### 攻略本
- ラブレ本★〜乙女的恋革命★ラブレボ!!〜オフィシャルファンブック（メディアワークス発行） ISBN 978-4840234016

### ゲーム
- B's-LOG パーティー（アイディアファクトリー（オトメイト）制作、※乙女ゲーム4作品をモチーフとしたPSP用ソフトでボードゲーム）